# Stabat Mater (Haydn)
Das Stabat Mater von Joseph Haydn ist eine Vertonung der Sequenz Stabat mater für Solisten, Chor und Orchester. Das Werk wurde ursprünglich 1767 komponiert, später entstanden weitere Fassungen und Überarbeitungen. 

## Fassungen und Aufführungsgeschichte
Haydn komponierte sein Stabat Mater 1767 als sein erstes größeres kirchenmusikalisches Werk. Die Besetzung bestand aus Gesangssolisten und Chor (jeweils Sopran, Alt, Tenor, Bass) und einem Orchester mit zwei Oboen (in einigen Sätzen auch Englischhorn), Streichern und Basso continuo. Die Uraufführung dürfte am Karfreitag 1767 oder 1768 stattgefunden haben. Die erste öffentliche Aufführung in Wien unter Leitung des Komponisten ist für das Jahr 1771 belegt.
Das Werk verbreitete sich schnell und wurde vielfach abgeschrieben und aufgeführt, sowohl als liturgisches Stück in Passionsgottesdiensten als auch in Konzerten mit geistlicher Musik. Aufführungen fanden an vielen österreichischen, süddeutschen und böhmischen Orten statt, aber auch in Italien und in Paris. Johann Adam Hiller veröffentlichte 1782 einen Klavierauszug, in dem er dem lateinischen Text eine deutsche Nachdichtung hinzufügte. Diese und andere deutschsprachige Versionen machten das Stück auch in den protestantisch geprägten Gebieten Nord- und Mitteldeutschlands populär.
1803 ließ Haydn das Stabat Mater für eine Wiederaufführung durch seinen Schüler Sigismund von Neukomm bearbeiten. Dieser ergänzte unter Haydns Aufsicht eine „Vermehrte Instrumentierung“: zum Orchester der ursprünglichen Fassung trat eine Flöte, zwei Klarinetten, zwei Fagotte, zwei Hörner, zwei Trompeten und Pauken, sowie drei Posaunen als Chorverstärkung. Die zusätzlichen Instrumente werden in den einzelnen Sätzen z. T. in Auswahl eingesetzt, nur einzelne Sätze fordern das volle Orchester. Der 9. und 12. Satz blieben unbearbeitet. Außerdem fügte Neukomm im 10. Satz Choreinwürfe eines „Coro Secondo“ ein.

## Satzfolge
1. Stabat Mater dolorosa (Tenor solo, Chor)
2. O quam tristis et afflicta (Alt solo)
3. Quis est homo qui non fleret (Chor)
4. Quis non posset contristari (Sopran solo)
5. Pro peccatis suae gentis (Bass solo)
6. Vidit suum dulcem natum (Tenor solo)
7. Eja Mater, fons amoris (Chor)
8. Sancta Mater, istud agas (Sopran, Tenor)
9. Fac me vere tecum flere (Alt)
10. Virgo virginum praeclara (Sopran, Alt, Tenor, Bass, Chor)
11. Flammis orci ne succendar (Bass)
12. Fac me cruce custodiri (Tenor)
13. Quando corpus morietur (Sopran, Alt, Chor) – Paradisi gloria (Sopran, Alt, Tenor, Bass, Chor)

## Notenausgaben
- Joseph Haydn: Stabat Mater. Wissenschaftliche Gesamtausgabe mit Kritischem Bericht (= Joseph Haydn Werke, herausgegeben vom Joseph-Haydn-Institut, Reihe XXII, Band 1). Hrsg. von Marianne Helms und Fred Stoltzfus, G. Henle Verlag, München, ISMN 979-0-2018-5532-5.
- Joseph Haydn: Stabat Mater. Aufführungsmaterial zu der im Henle Verlag erschienenen Gesamtausgabe (Notentext der Originalfassung und der Fassung mit Erweiterungen durch S. Neukomm). Hrsg. von Marianne Helms und Fred Stoltzfus, Bärenreiter Verlag, Kassel 1988, ISMN 9790006493432.
- Joseph Haydn: Stabat Mater. Wissenschaftliche Neuausgabe nach drei Abschriften der Originalfassung. Hrsg. von Clemens Harasim, Carus-Verlag, Stuttgart 2017, ISMN 979-0-007-18612-8.

## Weblink
Stabat Mater (Haydn): Noten und Audiodateien im International Music Score Library Project